# کال (فیلم ۱۹۸۴)
کال (انگلیسی: Cal) فیلمی در ژانر رمانتیک و درام به کارگردانی پت اوکانر است که در سال ۱۹۸۴ منتشر شد. از بازیگران آن می‌توان به جان لینچ و هلن میرن اشاره کرد.
هلن میرن جایزه بهترین بازیگر زن جشنواره فیلم کن سال ۱۹۸۴ میلادی را برای بازی در این فیلم دریافت کرد.